# ФК Јенисеј Краснојарск
 ФК Јенисеј Краснојарск  (рус. ФК Енисей Красноярск) је руски професионални фудбалски клуб из Краснојарска. Клуб тренутно наступа у Премијер лиги Русије.

## Историја
Клуб је основан 1937. године под називом Локомотива Краснојарск и учествовао је једну сезону у Класи Д. У 1957. години клуб је реформиран и наступао је у Класи Б зони далеког истока. Клуб је 1968. године променио име у Расвет а поново 1970. године у Автомобилист. Опет мењају име 1991. године у Металург, a фебруара 2010. постају Металург-Јенисеј (формално, Металлург је искључен из лиге а нови независни клуб Металург-Јенисеј је примљен у лигу). У 2011. години клуб мења име у Јенисеј. Клуб је добио име по реци Јенисеј, која протиче кроз Краснојарск.
ФК Јенисеј (или његов претходник) никад није наступао у првенству Совјетског Савеза или Премијер лиги Русије све до сезоне 2018/19. Њихов најбољи резултат у совјетском лигашком систему било је 2. место у групи 7 Класе Б 1959. године, у руском лигашком систему најбољи резултат име је 3. место у Првој лиги у сезонама 2016/17. и 2017/18. Од распада Совјетског Савеза пет пута испадао у Другу лигу (трећи ранг такмичења), последњи пут 2006. године. У сезони 2015/16, Јенисеј је заузео 16. место у Првој лиги и требало је да испадне у Другу лигу, али ФК Смена из Комсомољска која је требало да упадне у Прву лигу, одустала је због финансијских проблема а Јенисеј је остао у Првој лиги. На крају сезоне 2016/17, Јенисеј је учествовао у баражу за Премијер лигу, али су испали од Арсенала из Туле због правила гола у гостима (победили на домаћем 2:1, изгубили у гостима 0:1). Наредну сезону 2017/18. Јенисеј опет заузима 3. место и учествује опет у баражу за Премијер лигу. Успели су да победе ФК Анжи укупним резултатом 6:4 и обезбедили су промоцију у Премијер лигу за сезону 2018/19. по први пут у својој историји.

## Тренутни састав
Од 22. фебруара 2019.
| Бр. |           | Позиција | Играч                                                   |
| --- | --------- | -------- | ------------------------------------------------------- |
| 1   | Русија    | Г        | Јуриј Нестеренко                                        |
| 2   | Киргистан | О        | Валери Кичин                                            |
| 3   | Русија    | О        | Дмитриј Јатченко                                        |
| 5   | Русија    | С        | Павел Комолов                                           |
| 6   | Русија    | С        | Дмитриј Торбински                                       |
| 7   | Русија    | С        | Александар Зотов (на позајмици из ФК Динамо Москва)     |
| 8   | Нигерија  | С        | Фегор Огуде                                             |
| 9   | Русија    | Н        | Александар Соболев ( на позајмици из ФК Крила Совјетов) |
| 10  | Русија    | Н        | Михаил Комков]                                          |
| 11  | Јерменија | Н        | Артур Саркисов                                          |
| 13  | Русија    | О        | Алексеј Грицајенко (на позајмици из ФК Краснодар)       |
| 14  | Русија    | С        | Максим Семакин                                          |

| Бр. |          | Позиција | Играч                                             |
| --- | -------- | -------- | ------------------------------------------------- |
| 17  | Русија   | С        | Константин Савичев                                |
| 23  | Сенегал  | С        | Бабакар Сар                                       |
| 27  | Русија   | О        | Павел Рожков                                      |
| 33  | Бугарска | О        | Петар Занев                                       |
| 36  | Русија   | Н        | Станислав Матјаш                                  |
| 48  | Русија   | Н        | Александар Кутјин                                 |
| 55  | Русија   | Г        | Давид Јурченко                                    |
| 63  | Русија   | О        | Али Гаџибеков (на позајмици из ФК Крила Совјетов) |
| 77  | Русија   | С        | Михаил Костјуков                                  |
| 78  | Русија   | С        | Арсен Хубулов                                     |
| 83  | Русија   | С        | Александар Харитонов                              |
| 94  | Украјина | С        | Олех Данченко (на позајмици из ФК Шахтјор Доњецк) |

### На позајмици
| Бр. |        | Позиција | Играч                                  |
| --- | ------ | -------- | -------------------------------------- |
|     | Русија | Г        | Михаил Филипов (ФК Ротор Волгоград)    |
|     | Русија | О        | Шамил Гасанов (ФК Балтика Калињинград) |
|     | Русија | О        | Давид Милџихов (ФК Химки)              |

| Бр. |        | Позиција | Играч                               |
| --- | ------ | -------- | ----------------------------------- |
|     | Русија | С        | Азим Фатулајев (ФК Ротор Волгоград) |
|     | Русија | Н        | Максим Рундев (ФК Сизрањ-2003)      |